# Produto Nacional I
Produto Nacional I é o sétimo álbum de estúdio do grupo de pagode Só Pra Contrariar, lançado no ano de 2003. As faixas com destaque em rádios foram "Minha Fantasia" e "A Rede". Vendeu mais de 100 mil cópias, sendo certificado com disco de platina. 
Foi o primeiro álbum do grupo sem Alexandre Pires como vocalista principal, deixando espaço para seu irmão, Fernando Pires.
A faixa "Minha Fantasia" é uma versão da música "Ain't Over 'Til It's Over", de Lenny Kravitz

## Faixas
| N.º            | Título                                       | Duração |  |
| 1.             | "Minha Fantasia (Ain't Over 'Til It's Over)" | 3:58    |  |
| 2.             | "A Rede"                                     | 3:48    |  |
| 3.             | "No Ritmo Da Paixão"                         | 4:02    |  |
| 4.             | "É Gostoso Te Amar"                          | 3:23    |  |
| 5.             | "Coisa Do Destino"                           | 3:57    |  |
| 6.             | "Jeito Atraente"                             | 3:52    |  |
| 7.             | "Ensaio De Escola De Samba"                  | 3:45    |  |
| 8.             | "Inigualável Paixão /Jogo De Azar"           | 3:54    |  |
| 9.             | "Samba Do Careta"                            | 3:46    |  |
| 10.            | "Baby,Baby"                                  | 3:31    |  |
| 11.            | "Reconciliação"                              | 3:43    |  |
| 12.            | "O Que Que Essa Nega Quer"                   | 3:25    |  |
| 13.            | "Orquestra De Samba"                         | 3:46    |  |
| 14.            | "Produto Nacional / Clube do Samba"          | 4:16    |  |
| Duração total: | Duração total:                               | 53:05   |  |